# Вне подозрений (фильм, 1947)
«Вне подозрений» (англ. The Unsuspected) — американский фильм нуар режиссёра Майкла Кёртиса, вышедший на экраны в 1947 году.
Фильм поставлен по одноимённому роману американской детективной писательницы Шарлотты Армстронг. По её романам поставлены такие известные криминальные драмы, как «Разговоры о незнакомце» (1952) и «Можешь не стучать» (1952), а также фильмы Клода Шаброля «Разрыв» (1970) и «Спасибо за шоколад» (2000).
Фильм имеет некоторые сюжетные сходства с фильмом нуар «Лора» Отто Премингера: его действие также происходит в элегантной и богатой нью-йоркской среде, центральный персонаж также является изысканным представителем журналистской элиты, большое внимание уделяется портрету героини, которую в начале фильма считают погибшей, однако позднее она неожиданно оказывается живой.

## Сюжет
Тёмным вечером в кабинете роскошной усадьбы в пригороде Нью-Йорка за рабочим столом сидит секретарша Розалин Райт. Раздаётся телефонный звонок, молодая красавица Алтея Кин (Одри Тоттер) звонит Розалин из ресторана, чтобы узнать, стоит ли ожидать прихода мужа. Розалин берёт трубку, в этот момент в дверях появляется мужчина в пальто и шляпе, лица его не видно. Розалин издаёт душераздирающий крик…
Эта сцена произошла в доме популярного радиоведущего Виктора Грэндисона (Клод Рейнс), элегантного мужчины в возрасте с мягким, ласкающим слух низким голосом, который регулярно выступает в эфире, рассказывая криминальные истории из реальной жизни. Полиция обнаруживает, что Розалин, которая была секретарём Грэндисона, повешена и предполагает, что речь идёт о самоубийстве.
Вскоре в честь дня рождения Грэндисона, Алтея, его племянница, устраивает в его доме большую вечеринку. В ходе вечеринки выясняется, что искушённая в любовных играх Алтея не так давно вышла замуж за художника Оливера Кина (Хёрд Хэтфилд), который был помолвлен с другой племянницей Грэндисона, Матильдой (Джоан Колфилд). Чтобы как-то справиться с горем, Матильда отправилась в зарубежное путешествие, во время которого её корабль затонул, после чего Матильда считается погибшей.
Неожиданно на вечеринку прибывает Стивен Френсис Ховард (Тед Норт), который утверждает, что женился на Матильде за три дня до её отправления в путешествие. Когда домой возвращается Виктор вместе со своим саркастическим администратором Джейн Мойнихэн (Констанс Беннетт), он потрясён известием о том, что Матильда замужем. Как выясняется, именно Матильда является богатой владелицей дома и состояния, которые она унаследовала от отца, и которым управляет Виктор в качестве её опекуна. Как раз к этому времени вопрос о наследстве уже практически решён в пользу Виктора, и наличие мужа не вписывается в его планы. Стивен говорит Виктору, что он ничего не знает о деньгах Матильды, и они его мало интересуют, так как он сам достаточно богатый человек. Он просит лишь отдать ему на память написанный Оливером портрет Матильды. Виктор приглашает Стивена пожить в его доме, и одновременно тайно просит шефа отдела убийств местной полиции Ричарда Донована (Фред Кларк) проверить Стивена, справедливо подозревая, что Стивен не тот, за кого себя выдаёт.
Неожиданно Виктор получает телеграмму от Матильды, которая, как выясняется, была спасена бразильскими рыбаками, после чего попала в больницу и в течение нескольких недель не могла выйти на связь. Она сообщает, что на следующий день прилетает самолётом в Нью-Йорк. Стивен убеждает Виктора, что будет лучше, если он один встретит Матильду в аэропорту. При встрече Матильда не узнаёт Стивена и говорит, что ничего не помнит об их браке. В качестве доказательства Стивен везёт Матильду к судье, который подтверждает, что оформил их брак. Её забывчивость Стивен списывает на амнезию в результате катастрофы.
Матильда приезжает домой и входит в свою комнату, которую уже заняла Алтея. Между двоюродными сёстрами происходит неприятный разговор, в ходе которого не имеющая собственных средств к существованию Алтея говорит, что ненавидит Матильду и увела Оливера исключительно из желания навредить своей богатой и удачливой сестре.
Когда Стивен уезжает в город, Виктор обыскивает его вещи, находя в его портмоне фотографию Розалин. Тем временем, Стивен тайно встречается с Джейн, которая, как и он, убеждена в том, что Розалин была убита. Она передаёт ему письмо, которое указывает на возможную связь Виктора с её убийством. Стивен в свою очередь показывает письмо Доновану, настаивая, чтобы тот продолжил выяснение обстоятельств смерти Розалин и проверил алиби Грэндисона.
Вечером Алтея приходит в гостевой домик к Стивену и пытается соблазнить его, однако Стивен не поддаётся на её уловки. Изрядно выпив вина, Алтея сознаётся Стивену, что разговаривала с Розалин по телефону как раз в тот момент, когда её кто-то пытался убить, и она слышала её крик. Олтея не сомневается в том, что убийцей Розалин является Виктор (Виктор подслушал этот разговор через приоткрытую дверь).
Через некоторое время в доме происходит частично спровоцированная Виктором ссора между Алтеей и Оливером, в ходе которой Оливер грозится убить Алтею. Виктор записывает эту сцену на грампластинку, а затем выходит к паре, советует Оливеру на некоторое время уехать из дома, а Алтею приглашает в свой кабинет. Виктор признаётся Алтее, что действительно убил Розалин, когда она узнала, что он использовал в своих интересах наследство Матильды, после чего убивает Алтею из пистолета, записывая выстрел на грампластинку. Затем Виктор выходит в гараж и перерезает тормозной шланг в машине Оливера. Провожая Оливера к машине, он незаметно кладёт в его карман небольшой пистолет, из которого только что застрелил Алтею. На извилистом горном шоссе машина Оливера теряет управление, вылетает с дороги и взрывается, а сам Оливер гибнет.
Виктор соединяет запись угроз Оливера со звуком выстрела таким образом, чтобы это звучало так, как будто Оливер стрелял в Алтею. Затем он включает запись на полную громкость и даёт её услышать Матильде и Стивену. Услышав запись, они прибегают в кабинет и видят застреленную Алтею и отъезжающую машину Оливера. Через некоторое время полиция подтверждает, что Алтея была застрелена из пистолета, найденного в кармане Оливера.
Тем временем Джейн приглашает Матильду в городской ресторан, где устраивает ей тайную встречу со Стивеном. Стивен извиняется перед Матильдой за то, что обманул её насчёт их брака. В действительности он был помолвлен с Розалин, и убеждён, что она не могла покончить жизнь самоубийством. Стивен выдал себя за мужа Матильды с единственной целью проникнуть в дом Грэндисона и разобраться во всём изнутри, так иного способа докопаться до истины у него не было. Стивен предупреждает, что убийцей мог быть Грэндисон, и что Матильде тоже грозит опасность, однако она продолжает считать Виктора верным и заботливым другом и отказывается в это поверить.
Матильда приходит к Виктору, который замечает, что она влюблена в Стивена. Под предлогом того, что Джейн не смогла выйти на работу, Виктор просит Матильду записать диктуемый им текст для очередной радиопрограммы. В действительности Виктор рассчитывает использовать написанный Матильдой текст как её предсмертную записку, с помощью которой хочет скрыть её убийство. Стивен тем временем проникает в кабинет Виктора и находит там пластинки, доказывающие, что Виктор подстроил всю сцену убийства Алтеи Оливером. Стивен звонит в полицию, однако в момент разговора с Донованом связь прерывается. Заметив Стивена с пластинками, Виктор прервал связь, а сам вызвал некоего Пресса, непойманного убийцу, против которого у Виктора имеются улики, и путём шантажа приказал ему вывезти Стивена из дома и уничтожить его. Быстро прибывший Пресс наносит Стивену мощный удар дубинкой по голове, укладывает его тело в сундук, ставит его в свой грузовичок и мгновенно уезжает, однако сцену погрузки видит Матильда.
Тем временем, Виктор возвращается к Матильде, и, как будто бы желая успокоить её, даёт ей бокал предварительно отравленного шампанского. Немного выпив, Матильда быстро погружается в дрёму, а Виктор кладет перед ней пузырёк с таблетками, «предсмертную записку», и, не теряя времени, уезжает в город, чтобы не опоздать на запись очередной радиопрограммы. Встревоженный прерванным разговором со Стивеном, Донован решает лично приехать в дом Грэндисона. Он появляется как раз вовремя, чтобы оказать первую помощь Матильде. Когда она приходит в себя, то понимает, что виновником всех убийств был Виктор, и догадывается, куда мог исчезнуть Стивен. С её помощью полиция объявляет в розыск грузовичок Пресса. Донован и Матильда отправляются в погоню и настигают его на городской свалке, когда сундук с телом Стивена уже захвачен экскаватором, готовым бросить его в огонь. С помощью подоспевшей полиции они арестовывают Пресса и в последний момент спасают Стивена. После этого все вместе направляются в радиостудию, где Грэндисон уже начал свою программу. Увидев живых Матильду и Стивена, а также Донована с отрядом полиции, Грэндисон отказывается от заготовленного текста и сообщает, что в своей последней программе расскажет о собственных преступлениях…

## В ролях
- Джоан Колфилд — Матильда Фэзьер
- Клод Рейнс — Виктор Грэндисон
- Одри Тоттер — Алтея Кин
- Констанс Беннетт — Джейн Мойнихэн
- Хёрд Хэтфилд — Оливер Кин
- Майкл Норт — Стивен Фрэнсис Ховард
- Фред Кларк — Ричард Донован
- Джек Ламберт — мистер Пресс
- Нана Брайант — миссис Уайт

## Создатели фильма и исполнители главных ролей
Майкл Кёртис известен как один из самых плодовитых голливудских режиссёров 1930-50-х годов. К его лучшим работам в детективно-криминальном жанре относятся картины «Ангелы с грязными лицами» (1938), «Касабланка» (1942) и «Милдред Пирс» (1946).
Сыгравший главную роль Клод Рейнс известен по хоррор-фильмам «Человек-невидимка» (1933) и «Человек-волк» (1941), по «Касабланке» (1942) и «Дурной славе» (1946) Альфреда Хичкока. Другая звезда фильма, Одри Тоттер, была одной из самых востребованных актрис жанра нуар, сыграв в таких фильмах, как «Почтальон всегда звонит дважды» (1946), «Высокая стена» (1947), «Леди в озере» (1947) «Подстава» (1949), «Напряжённость» (1949), «Под прицелом» (1951) и других.

## Оценка критики
Кинокритик «Нью-Йорк таймс» Босли Кроутер после выхода фильма на экраны написал: «Есть серьёзные основания подозревать, что люди, которые делали фильм „Вне подозрений“, полагали, что они создают ещё одну „Лору“, популярный детектив, вышедший несколько лет назад… Однако после стремительной волны возбуждения, вызванной преступлением в самом начале, он несёт мало заслуживающего внимания сходства с предыдущей великолепной работой в этом стиле. Скорее, по ходу развития действия он всё более начинает напоминать второсортную мелодраму, на которую было затрачено слишком много денег и слишком много актёров… Взяв бодрый старт, он начинает давать протечки, расходиться по швам, и в целом тонет в сумбуре очевидных ухищрений и штампов… Клод Рейнс занимателен в роли модного радиовампира, а Майкл Норт, новый молодой актёр, хорошо выглядит в роли парня, который „раскалывает“ это дело. Однако, остальные исполнители — Джоан Колфилд, Одри Тоттер, Хёрд Хэтфилд, Констанс Беннетт и полдюжины остальных — столь же искусственны, как и сюжет».
Журнал TimeOut написал о фильме следующее: «Основанный на великолепном романе Шарлотты Армстронг, фильм существенно ослаблен тем обстоятельством, что его замысловатый сюжет отчасти искажён. Но вряд ли это имеет значение, так как Кёртис оборачивает имеющийся материал в великолепную демонстрацию экспрессионистских эффектов, включая кадр, в котором умирающая от отравления девушка показана сквозь пузырьки в бокале шампанского, а в другом случае не желающий идти на преступление киллер погружён в тяжкие размышления в своём потрёпанном гостиничном номере в то время, как в окне видны буквы вспыхивающей неоновой вывески, образующей слово KILL (Убей)».
В 2005 году кинокритик Деннис Шварц назвал фильм «бросающим в дрожь нуаровым триллером с историей из цикла „девица в беде“, очень похожим на превосходящую её „Лору“ Отто Премингера, который поставлен в великолепном экспрессионистском стиле Майклом Кёртисом („Касабланка“)… Фильм, правда, начинает вязнуть, когда не использует в полной мере замысловатый сюжет автора, и становится слишком путаным, чтобы быть убедительным. Но это компенсируется выразительной угрожающей и мрачной игрой Клода Рейнса… Если не обращать внимание на дыры в сюжете, это будет твёрдо стоящий на земле, хорошо сыгранный и очаровательно рассказанный, стильный фильм нуар. Впечатление от фильма ещё более усиливается благодаря тёмной и чёткой операторской работе „Вуди“ Бределла».